# Quatuor de jazz libre du Québec
Le Quatuor de jazz libre du Québec était un groupe de free jazz québécois formé en 1967 et dissout en 1974. Créé sous le nom de « Quatuor du nouveau jazz libre du Québec », ils étaient parfois appelés seulement « Jazz libre ». Avec le pianiste Pierre Nadeau, ils ont enregistré en décembre 1968 leur seul album, intitulé Le Quatuor de jazz libre du Québec.
Le groupe a accompagné Robert Charlebois, Yvon Deschamps et Mouffe, et a également participé à l'Infonie de 1968 à 1970. Il a suivi Charlebois en tournée en France avec Louise Forestier en 1969, et a enregistré avec l'Infonie et avec Charlebois (notamment la célèbre chanson « Lindbergh »). Il a aussi pris part aux célèbres spectacles L'Osstidcho et Poèmes et chants de la résistance II. Le collectif a aussi joué en 1973, en Italie, au festival Autunno musicale di Como.
Il a animé « le Petit Québec libre », une « commune » artistique et politique, de 1970 à 1972, à Sainte-Anne-de-la-Rochelle dans les Cantons de l'est. Les forces policières ont cru que l'endroit était une base pour des opérations du Front de libération du Québec, et il fut révélé plus tard que la Gendarmerie royale du Canada fut à l'origine de l'incendie d'une grange sur les terrains de la commune. Le groupe s'est installé de 1972 à 1974 à l'Amorce, un local, une « boîte expérimentale » ouverte dans le Vieux-Montréal. Un incendie criminel a mis fin à l'expérience le 25 juin 1974.

## Membres
- Yves Bouliane - contrebasse, 1972-1973
- Yves Charbonneau - trompette, 1967-1974
- Mathieu Léger - percussions, 1973-1974
- Pierre Nadeau - piano, 1968
- Jean-Guy Poirier - percussions, 1970-1973
- Jean Préfontaine - sax ténor et flûte, 1967-1974
- Maurice C. Richard - contrebasse et basse électrique, 1967-1973, 1974
- Guy Thouin - percussions, 1967-1970